# Округ Пирс (Висконсин)
Пирс (енгл. Pierce County) је округ у америчкој савезној држави Висконсин.

## Демографија
По попису из 2010. године број становника је 41.019, што је 4.215 (11,5%) становника више него 2000. године.
| Група             | 2000.          | 2010.          |
| Белци             | 35.896 (97,5%) | 39.264 (95,7%) |
| Афроамериканци    | 91 (0,2%)      | 232 (0,6%)     |
| Азијати           | 158 (0,4%)     | 301 (0,7%)     |
| Хиспаноамериканци | 301 (0,8%)     | 623 (1,5%)     |
| Укупно            | 36.804         | 41.019         |